# Бифобия
Бифо́бия (от лат. bis — «два» и др.-греч. φόβος, phóbos, «страх») — неприязнь, дискриминация или замалчивание существования бисексуальных людей со стороны как гетеросексуалов, так и со стороны геев и лесбиянок.
Бифобия может принять форму отрицания того, что бисексуальность существует и является подлинной сексуальной ориентацией или форму негативных стереотипов в отношении бисексуалов, таких как убеждения в том, что они склонны к беспорядочным связям или лжи.

## Этимология и использование
Бифобия — это слово, сформированное по образцу термина гомофобия. Он происходит от английского неоклассического префикса «би-» (что означает «два») от слова «бисексуальность» и «фобия» (от греческого: φόβος, phóbos, «страх»), встречающегося в термине «гомофобия». Наряду с трансфобией и гомофобией, бифобия является частью семейства терминов, используемых для описания нетерпимости и дискриминации в отношении ЛГБТ. Прилагательная форма «бифобные» описывает вещи или качества, связанные с бифобией, а менее распространенное существительное бифоб — это ярлык для людей, которые разделяют бифобные взгляды.
Бифобия не обязательно является фобией, как это определено в клинической психологии (то есть тревожным расстройством). Его значение и использование обычно совпадают с ксенофобией. Бифобию не следует рассматривать как гомофобию или гетерофобию, так как бисексуалы подвергаются отдельному, свойственному лишь этой группе, негативному отношению и предвзятости. Кроме того, бисексуалы также испытывают на себе как гомофобию, так и гетерофобию.
Понятие бифобии получило достаточно быстрое и неожиданное распространение в конце XX века.

## Формы

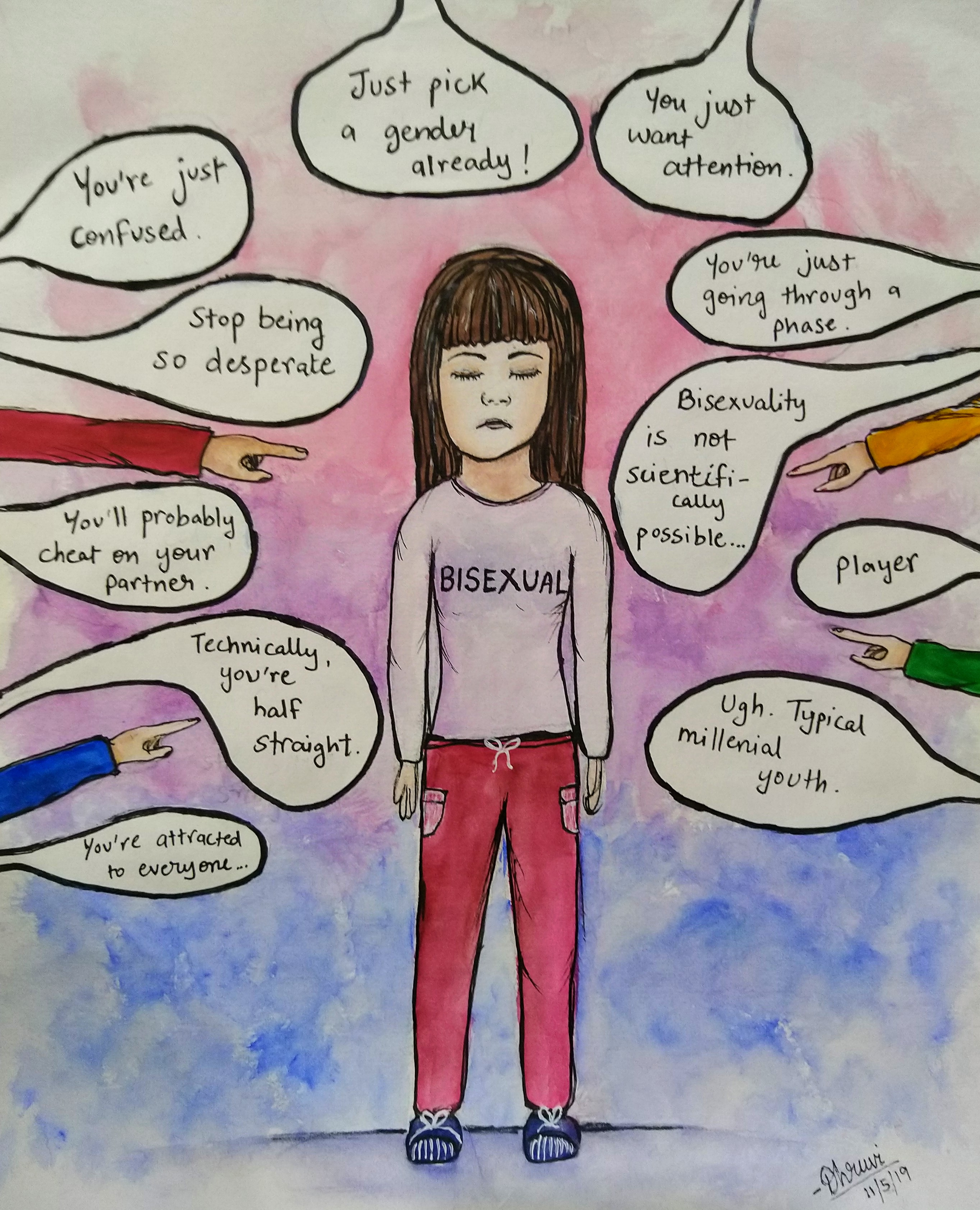
Бисексуалы сталкиваются с дискриминацией и предрассудками, часто от самого ЛГБТ-сообщества.

### Отрицание и стирание
Бифобия может привести к тому, что люди будут отрицать, что бисексуальность является «реальной», утверждая, что люди, которые идентифицируют себя как бисексуалы, не являются по-настоящему бисексуалами, или что это явление встречается гораздо реже, чем они утверждают. Одна из форм этого отрицания основана на гетеросексистком представлении о том, что гетеросексуальность является единственной истинной или естественной сексуальной ориентацией. Таким образом, все, что отклоняется от этого, является либо психологической патологией, либо примером антиобщественного поведения. В этих случаях гомофобия и бифобия в значительной степени совпадают.
Другая форма отрицания проистекает из бинарных представлений о сексуальности: люди считаются моносексуальными, то есть исключительно гомосексуальными (геями/лесбиянками) или гетеросексуальными. В течение 1980-х годов в современных исследованиях сексуальности преобладала идея, что гетеросексуальность и гомосексуальность единственные возможные ориентации, отвергая бисексуальность как «вторичную гомосексуальность». В этой модели предполагается, что бисексуалы — это либо закрытые лесбиянки/геи, желающие выглядеть гетеросексуальными, либо индивидуумы («любой» ориентации), экспериментирующие с сексуальностью вне их «нормального» интереса. Такие выражения, как «люди либо геи, либо натуралы, либо лживые», воплощают этот дихотомический взгляд на сексуальную ориентацию.
Некоторые люди принимают теоретическое существование бисексуальности, но узко определяют его как равное влечение как к мужчинам, так и к женщинам. Таким образом, многие бисексуальные люди с неравным влечением вместо этого классифицируются как гомосексуальные или гетеросексуальные. Другие признают существование бисексуальности у женщин, но отрицают, что мужчины могут быть бисексуалами.
Некоторые утверждает, что бисексуальное поведение или идентичность — это всего лишь социальная тенденция, (примером чего является «бисексуальный шик» или гендер бендер) а не черта личности. Однополые сексуальные отношения отвергаются как просто замена секса с представителями противоположного пола или как более доступный источник сексуального удовлетворения. В качестве примера такого поведения представлена ситуативная гомосексуальность в сегрегированной по полу среде.
Бифобия часто встречается в гетеросексуальном сообществе, но часто проявляется и среди геев и лесбиянок, обычно с представлением о том, что бисексуалы могут избежать притеснения со стороны гетеросексуалов, подчиняясь социальным ожиданиям противоположного пола. Из-за этого бисексуалов воспринимают как «недостаточно того или другого» или «ненастоящих». Австралийское исследование, проведенное Roffee и Waling в 2016 году, установило, что бисексуалы сталкиваются с микроагрессией, издевательствами и другим антиобщественным поведением людей из сообщества лесбиянок и геев.
Бисексуальное стирание (также называемое бисексуальной невидимостью) — это явление, которое имеет тенденцию опускать, фальсифицировать или по-своему трактовать доказательства бисексуальности в истории, научных кругах, средствах массовой информации и других первоисточниках, иногда доходя до отрицания того, что бисексуальность существует.

#### Утверждения, что би-мужчины являются гомофобами
Одной из причин бифобии в сообществе геев является то, что существует политическая традиция идентичности, предполагающая, что принятие мужской гомосексуальности связано с верой в то, что мужская сексуальность является специализированной. Это заставляет многих членов сообщества геев предполагать, что сама идея, что мужчины могут быть бисексуалами, гомофобна для геев. Ряд бисексуальных мужчин считают, что такое отношение заставляет их хранить свою бисексуальность в шкафу и что это даже более угнетающе, чем традиционная гетеронормативность. Эти мужчины утверждают, что сообществу геев есть чему поучиться в уважении к личности со стороны сообщества лесбиянок, в котором нет сильной традиции предполагать связь между представлениями о происхождении сексуальных предпочтений и их принятием. Эти взгляды также поддерживаются некоторыми геями, которые не любят анальный секс и сообщают, что они чувствуют себя униженными предположением других геев о том, что их неприязнь к анальному сексу «гомофобна», и хотят большего уважения индивидуальности, в которой гей, который не ненавидит себя, может просто не любить анальный секс и вместо этого предпочитать другие половые акты, такие как взаимная фелляция и взаимная мастурбация.

#### Требования бисексуалов, адаптирующихся к гетеронормативности
Некоторые формы предубеждений против бисексуалов — это заявления о том, что бисексуальность является попыткой преследуемых гомосексуалов адаптироваться к гетеронормативным обществам путем принятия бисексуальной идентичности. Такие заявления подвергаются критике со стороны бисексуалов и исследователей, изучающих ситуацию с бисексуалами за ложное предположение, что однополые отношения каким-то образом избежали бы преследования в гетеронормативных культурах, просто идентифицируя себя как бисексуалов, а не гомосексуалов. Эти исследователи ссылаются на то, что во всех странах, где действуют законы против секса между людьми одного пола, применяется одинаковое наказание, независимо от того, какой ориентации виновные, и что ни в одной стране, где однополые браки являются незаконными, никогда не разрешат браки между людьми одного и того же пола, независимо от того, бисексуальны они или гомосексуальны, и что законы против «геев», являющихся донорами крови, неизменно запрещают любому мужчине, имеющему половые контакты с другими мужчинами, сдавать кровь, независимо от того, идентифицирует ли он себя гомосексуалом или бисексуалом. Вывод, сделанный этими исследователями, заключается в том, что, поскольку нет никакой общественной выгоды в идентификации себя бисексуалом, а не гомосексуалом, утверждение о том, что бисексуалы являются гомосексуалами, пытающимися приспособиться к гетеронормативному обществу, является просто ложным и бифобным и заставляет бисексуалов страдать от дискриминации как со стороны ЛГБТ-общества, так и гетеронормативного общества, что хуже, чем односторонняя дискриминация со стороны гетеронормативного общества, с которой сталкиваются гомосексуалы. Также утверждается, что такая двухсторонняя дискриминация заставляет многих бисексуалов скрывать свою бисексуальность в ещё большей степени, чем гомосексуалы скрывают свою сексуальность, что приводит к недооценке распространенности бисексуальности, особенно у мужчин, для которых такие предположения о том, что они «на самом деле полностью являются геями» самые распространённые.

### Негативные стереотипы
Многие стереотипы о людях, которые идентифицируют себя как бисексуалы, происходят из отрицания или бисексуального стирания. Поскольку их ориентация не признается действительной, они воспринимаются как запутавшиеся, нерешительные, неуверенные в себе, экспериментирующие или «просто проходящие через фазу».
Связь бисексуальности с промискуитетом проистекает из множества негативных стереотипов, нацеленных на бисексуалов как психически или социально нестабильных людей, для которых сексуальных отношений только с мужчинами, только с женщинами или только с одним человеком за раз недостаточно. Эти стереотипы могут возникать в результате культурных предположений о том, что «мужчины и женщины настолько разные, что влечение к одному полу совершенно отличается от влечения к другому» («отличительная черта гетеросексизма») и что «вербализация сексуального желания неизбежно ведет к попыткам удовлетворить это желание».
В результате, бисексуалы несут социальную стигматизацию из-за обвинений в предательстве своих партнёров или в изменах им, в ведении двойной жизни, в «низком уровне» и распространении болезней, передаваемых половым путем, таких как ВИЧ/СПИД. Это предполагаемое поведение далее обобщается как неискренность, скрытность и лживость. Бисексуалы могут быть охарактеризованы как «распутные», «легкомысленные», неизбирательные и нимфоманки. Кроме того, бисексуальность часто ассоциируется с полиаморией, свингом и полигамией, причем последняя является устоявшейся гетеросексуальной традицией, санкционированной некоторыми религиями и законной в нескольких странах. И это несмотря на тот факт, что бисексуалы столь же способны к моногамии, что и гомосексуалы или гетеросексуалы.

## Последствия
Последствия бифобии для психического и сексуального здоровья бисексуальных людей многочисленны. Исследования показывают, что бисексуалы часто оказываются в ловушке между бинарностью гетеросексуальности и гомосексуальности, стирающей их сексуальную идентичность. Это часто приводит к признанным индикаторам проблем с психическим здоровьем, таким как низкая самооценка. Эти индикаторы и давление общества, требующего «определиться» с сексуальной идентичностью часто приводят к депрессии, так как бисексуалы могут чувствовать, что живут в культуре, которая не признает их существование.
Изучая женщин с высоким риском заражения ВИЧ, исследование из Journal of Bisexuality пришло к выводу, что бисексуальные женщины в исследуемой когорте с высоким риском более склонны участвовать в различных видах поведения, сопряжённых с высоким риском и подвержены более высокому риску заражения ВИЧ и другими венерическими заболеваниями. Такое поведение объясняется тем, что бисексуалы, скорее всего, не станут обсуждать свою сексуальность и надлежащую защиту с медработниками из-за страха осуждения или дискриминации, и потому могут быть неграмотны в этих вопросах.
Идентифицирующие себя бисексуалами люди могут сталкиваться с дискриминацией в более жёстких формах, чем их ровесники-геи и лесбиянки. В частности, в США они могут столкнуться с:
- Более низкими показателями успешности подачи заявлений на получение статуса беженца; это также может иметь место в Канаде и Австралии[25]
- Более высоким уровнем насилия со стороны интимного партнера[26]
- Более высокой вероятностью рискованного молодёжного поведения среди старшеклассников[27]
- Более высокой вероятностью возникновения тревожных расстройств и аффективных расстройств среди бисексуальных женщин и мужчин, которые сообщают о сексе с обоими полами[28]
- Более высокой вероятностью жизни менее чем на 30 000 долларов в год[29]
- Более низким уровнем людей, сообщающих о чувстве «принятия» на рабочем месте[29]
- Более низкой вероятностью быть полностью открытыми с важными людьми в их жизни[29]